# Дубки (Бєжаницький район)
Дубки (рос. Дубки) — присілок в Бєжаницькому районі Псковської області Російської Федерації.
Населення становить 1 особу. Входить до складу муніципального утворення Чихачьовське муніципальне утворення.

## Історія
Від 2005 року входить до складу муніципального утворення Чихачьовське муніципальне утворення.

## Населення
| 2001 | 2002 | 2010 |
| ---- | ---- | ---- |
| 1    | →1   | →1   |